# کریستال بیچ (فلوریدا)
کریستال بیچ (به انگلیسی: Crystal Beach) یک منطقهٔ مسکونی در ایالات متحده آمریکا است که در شهرستان پاینلاس، فلوریدا واقع شده‌است.